# فرودگاه طانطان
فرودگاه طانطان (به انگلیسی: Tan Tan Airport) یک فرودگاه همگانی و نظامی با کد یاتا TTA است که یک باند فرود آسفالت دارد و طول باند آن ۲۰۰۰ متر است. این فرودگاه در شهر طانطان کشور مراکش قرار دارد و در ارتفاع ۱۹۹ متری از سطح دریا واقع شده است.